# He 51戰鬥機
He 51是亨克爾公司為重整軍備的德國推出的第一種戰鬥機，是為末代雙翼戰鬥機，設計上平平無奇，它於1935年進入德國空軍服役後不久就被Bf 109戰鬥機取代，之後作為對地攻擊機，教練機和水上飛機。

## 基本資料
- 乘員:1人

- 機長:8.4米

- 翼展:11米

- 機高:3.2米

- 空重:1,460公斤

- 最重:1,900公斤

- 最快速度:330公里/小時

- 航程:570公里

- 昇限:7,700米

- 翼載:69.9公斤/平方米

- 發動機:BMW6型水冷式發動機(750匹馬力)

- 武裝:機頭兩挺MG17機槍(7.92毫米口徑)

## 主要型號

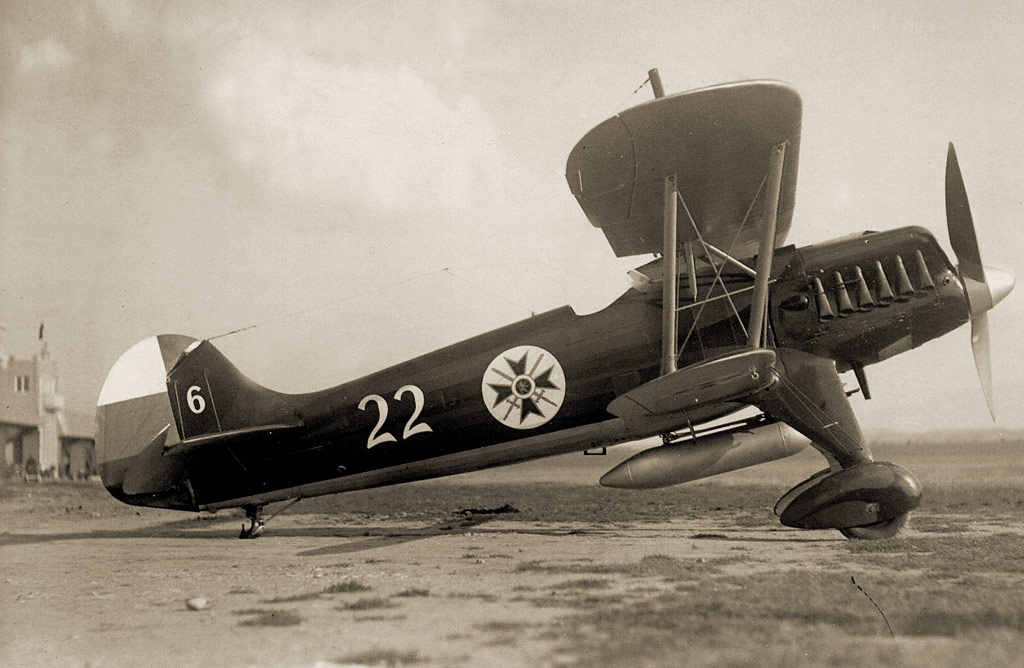
He51B

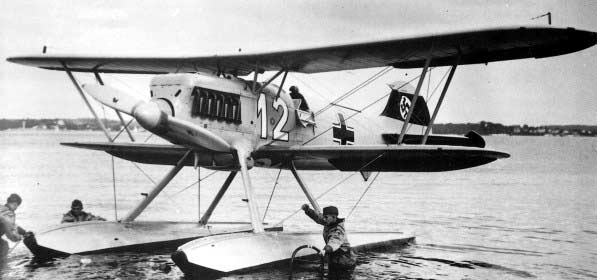
He51B-2水上飛機型

- He 51A

初期型號
- He 51B-1

He 51A的改良型，強化了機身結構
- He 51B-2

水上飛機型
- He 51B-3

高空型
- He 51C-1

對地攻擊型
- He 51C-2

改良了無線電通訊設備

## 實戰

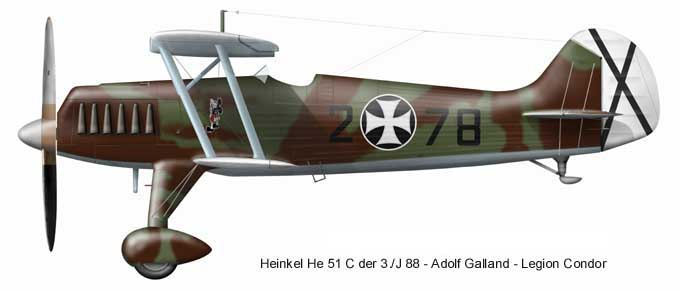
參與西班牙內戰的He51

1936年7月爆發西班牙內戰，He 51作為禿鷹軍團的戰鬥機進入西班牙參戰以支援佛朗哥將軍，He 51在西班牙的主要對手是共和軍的蘇製I-15和I-16，He 51和I-16相比卻屈居下風，因為一旦I-16被He 51繞到身後，祇要開足馬力然後俯衝，就可以逃出He 51的機槍攻擊範圍，相反地He 51要追上I-16卻很困難。由於He 51在速度上的劣勢，不得不把空戰交給快速的Bf 109B戰鬥機，自己改為對地攻擊機。

## 使用國家
- 德国
- 西班牙国
- 保加利亚

## 外部連結
- Heinkel He51 - First Fighter of the Reborn Luftwaffe（页面存档备份，存于）
- Pilotfriend - Heinkel He 49 He 51（页面存档备份，存于）
- German group rebuilding a Heinkel He 51